# 米哈·薩拉貝奇

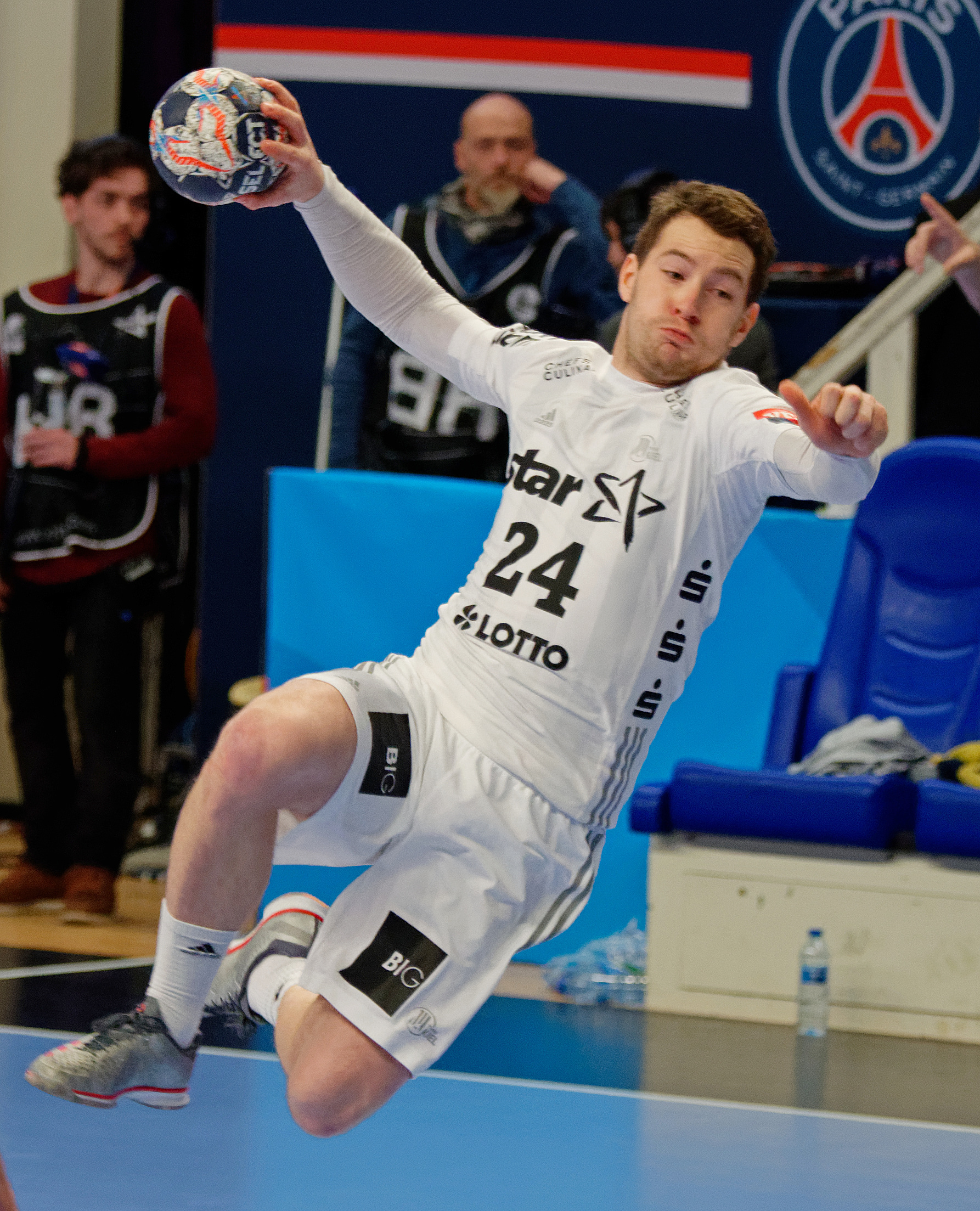

米哈·薩拉貝奇（1991年10月12日—），是一位斯洛維尼亞的手球運動員，代表斯洛維尼亞國家男子手球隊參賽，並且參加了2016年歐洲手球錦標賽、2016年和2024年夏季奥林匹克运动会。

## 外部連結
- 米哈·薩拉貝奇在European Handball Federation（英语）
- 米哈·薩拉貝奇在THW Kiel（德语）
- 米哈·薩拉貝奇在Olympedia（英语）